# Prosopocoilus forficula austerus
Prosopocoilus forficula austerus es una especie de coleóptero de la familia Lucanidae.

## Distribución geográfica
Habita en Taiwán.